# Mientbrug
Mientbrug is een brug en buurtschap in de gemeente Hollands Kroon. Het is gelegen bij het dorpje Lutjewinkel in de Nederlandse provincie Noord-Holland.
De Mientbrug over het Kanaal Alkmaar (Omval)-Kolhorn ligt net buiten Lutjewinkel en verbindt dit plaatsje door middel van de Mientweg met de Westfriesedijk en de Groetpolder. Aan deze Mientweg ontstond bewoning en zo ontwikkelde zich een eigen buurtje dat genoemd werd naar de brug. Het maakt formeel deel uit van Lutjewinkel. Tezamen behoorden ze tot 1970 tot de zelfstandige gemeente Winkel. Deze gemeente is dat jaar opgegaan in de gemeente Niedorp en behoort sinds 1 januari 2012 tot de gemeente Hollands Kroon.

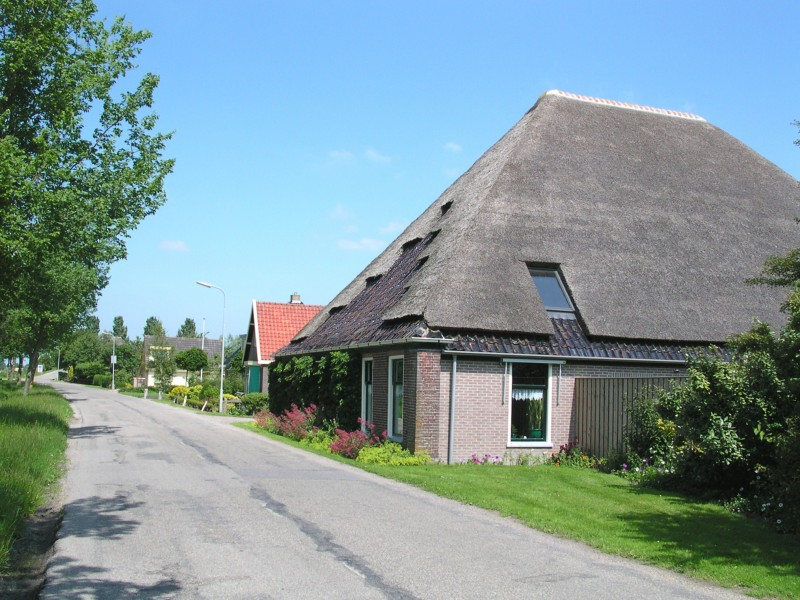
Mientweg richting brug

Dorpen en gehuchten: Anna Paulowna · Barsingerhorn · Breezand · Den Oever · Haringhuizen · Hippolytushoef · De Haukes · Kleine Sluis · Kolhorn · Kreil · Kreileroord · Lutjewinkel · Middenmeer · Moerbeek · Nieuwe Niedorp · Nieuwesluis · Oosterklief · Oosterland · Oude Niedorp · Slootdorp · Smerp · Stroe · De Strook · Terdiek · Tolke (deels) · Van Ewijcksluis · Vatrop · 't Veld · Verlaat (deels) · Westerklief · Westerland · Wieringerwaard · Wieringerwerf · Winkel · Zijdewind

Buurtschappen: Blokhuizen · Dam · De Belt · De Bomen · De Elft · Emaus · Gelderse Buurt · De Gest · Groetpolder · Hanedoes · De Heid · De Hoelm · Hogebieren · Hollebalg · De Kampen · Langereis (deels) · De Leijen · Lutjekolhorn · Mientbrug · Noord-Stroe · Noordburen · Noorderbuurt · De Normer · Poolland · Spoorbuurt · Tin · Vennik (deels) · Wateringskant · De Weel (deels) · De Weere · Westeinde  · Zandburen

Noord-Holland: Steden en dorpen    Nederland: Provincies · Gemeenten